# Voy a pasármelo bien (canción)
«Voy a pasármelo bien» es una canción del grupo de pop español Hombres G.

## Descripción
El tema fue el primer sencillo de su quinto álbum del mismo nombre homónimo de la canción de la banda que se publicó en 1989 en Discos Lollipop,La canción alcanzó el número 12 en la lista de Los 40 Principales en el año de 1989.
La canción también ha estado en varios discos de grandes éxitos de la agrupación.
En 2022 la canción forma parte de la banda sonora de la misma película biográfica del mismo nombre de la banda.